# Никола Благоев
Никола Благоев (Попблагоев) Попов (изписване до 1945 година: Никола попъ Благоевъ) е български историк, юрист и политик, член на Македонския научен институт.

## Биография
Благоев е роден в 1868 година в Ракита, голямо българско село в Кайлярско, тогава в Османската империя, в семейството на свещеник. Брат е на Константин Благоев. Завършва класическата гръцка гимназия в Битоля, а след това учи право в Белградския университет, който завършва в 1894 година. Установява се в България и започва да се занимава с адвокатска практика. Избран за народен представител в XIV обикновено народно събрание. След това Благоев започва да преподава в Юридическия факултет на Софийския университет и се занимава с научна и преводаческа дейност – прави ценен превод от средногръцки на Византийската еклога, изследва средновековното българско право, богомилството, пише статии за характера на Самуиловата държава на основата на византийските извори.
На 23 април 1913 година, в навечерието на Междусъюзническата война, заедно с още 13 души от тези околии подписва „Мемоар от костурско-леринско-кайлярската емиграция в София“, в който се твърди, че Македония е българска област и се настоява за пръсъединяване на Костурско, Леринско и Кайлярско към България. В „Мемоара“ се казва:
| „ | Ако Крит с цената на своите епически борби, си извоюва отдавна правото да бъде неразделна част от гръцкото отечество и Гърция никога и за нищо не би се отрекла от него, то нашият роден край е запечатал своето единство с България чрез страданията и сълзите на едно измъчено население, чрез кръвта на хиляди, пролята в името на българската национална идея. И днес, когато българското племе даде нови, скъпи жертви за съкрушение на вековния общ враг на балканските народи, България има повелителен дълг да събере всички български земи, да се пожертвува нито един кът от тях, толкоз повече от ония, които през толкоз изпитания високо са държали знамето на народния идеал. | “ |

От 1916 година е доцент в Софийския университет, а от 1926 до 1934 година – извънреден професор. 
Дългогодишен член е на Кайлярското благотворително братство.

## Съчинения
- История на старото българско държавно право, София 1906, 272 с.
- Правни и социални възгледи на богомилите. Из съчинението Богомили, София, 1912, 108 с. (второ издание София 1919, 52 с.)
- Отговорите на папа Николай I – извор за историята на българското право, Списание на БАН, 6, 1916, с. 1-87
- Лекции по история на българското право, Ч.I, II, София, 1919, 1921
- Беседата на презвитер Козма против богомилите, Годишник на Софийския университет – Юридически факултет, 18, 1923, 1-80
- Произход и характер на цар Самуиловата държава, Годишник на Софийския университет – Юридически факултет, 20, 1924-1925, 1-107
- Лекции по история на българското право. Първа половина: Увод, извори, държавно право, София, 1926, 216 с.
- Критически поглед върху известията на Йоан Скилица за произхода на цар Самуиловата държава, Македонски преглед, Год. II, 1926, кн. 4, с. 1 – 64
- Поражение и пленяване на цар Роман, Македонски преглед, Год. III, 1927, кн.3, с. 1 – 14
- Делян и неговото въстание в Моравско и Македония против византийците, Македонски преглед, Год. IV, 1928, кн. 2, с. 1 – 22
- Критичен поглед върху известията на Лъв Дякон за българите, Македонски преглед, Год. VI, 1930, кн. 1, с. 25 – 48 и кн. 2, с. 23 – 40
- Българският цар Роман, Македонски преглед, Год. VI, 1930, кн. 3, с. 15 – 34 и кн. 4, с. 23 – 45
- Отговор на доклада на проф. П. Мутафчиев, София, 1933, 15 с.
- Курс по история на българското право, София, 1934, 336 с.
- Държавните преврати в България през втората половина на VIII в., Македонски преглед, Год. XII, 1940, кн. 3, с. 51 – 61.[4][5][6]